# Moncofa
Moncofa – gmina w Hiszpanii, w prowincji Castellón, w Walencji, o powierzchni 14,53 km². W 2011 roku gmina liczyła 6475 mieszkańców.